# Stylian (Heiliger)
Stylian von Paphlagonien (lateinisch Stylianus, altgriechisch Στυλιανός Stylianós) war ein Einsiedlermönch aus der römischen Provinz Paphlagonien. Er wird als Heiliger verehrt und gilt als Schutzpatron der Kinder. Sein Gedenktag ist der 26. November.

## Leben
Stylians genaues Geburts- und Todesjahr sind nicht bekannt. Gemäß der Überlieferung hat er im 4. Jahrhundert zur Zeit des römischen Kaisers Theodosius I. gelebt, manche Hagiographen gehen dagegen vom 6. oder 7. Jahrhundert aus. Einige setzten ihn mit dem heiligen Alypius gleich, dessen Gedenken am gleichen Tag gefeiert wird. Stylian wird jedoch sowohl im lateinischen Martyrologium als auch im griechischen Synaxarium explizit erwähnt, und zwar unabhängig vom heiligen Alypius.
Über sein Leben ist nicht viel bekannt. Höchstwahrscheinlich stammte er aus Hadrianopel. In jungen Jahren verteilte er sein Vermögen den Armen und wurde Mönch. Bald ging er als Eremit in die Einöde, um sich dort Gott gänzlich zu widmen, und lebte in einer Höhle. Stylian erreichte wegen seines tugendhaften Lebens, das von Fasten und Gebet geprägt war, in der Umgebung große Bekanntheit, die von Wunderheilungen weiter verstärkt wurde. Besonders die Heilung zahlreicher Kinder, Säuglinge und schwangerer bzw. unfruchtbarer Frauen brachte ihm das Attribut des Schutzheiligen der (sowohl geborenen als auch ungeborenen) Kinder ein.
Nach seinem Ableben blieb sein Leib lange Zeit unverwest. Sein Haupt wird im Dreifaltigkeitskloster Sáika bei Ágrafa (Griechenland) aufbewahrt und gilt als wundertätig. Weitere Reliquien des Heiligen werden im Kloster Leimón(os) auf der Insel Lesbos sowie im Kloster St. Paulus auf dem Berg Athos, im Kloster St. Menas auf Zypern und anderswo aufbewahrt.

## Brauchtum
Der heilige Stylian wird besonders in Griechenland, Italien sowie einigen weiteren Ländern im Südosten Europas (darunter vor allem Zypern, Rumänien und Bulgarien) verehrt und bei Kindererkrankungen oder Kinderlosigkeit sowie für eine gute Geburt bzw. gute Kindergesundheit angerufen, was in manchen Gebieten zur Entstehung einschlägiger Bräuche geführt hat.

## Attribute
In der christlichen Ikonographie wird er mit Bart und im Mönchskleid einen Säugling haltend dargestellt.